# Giobbe (Fra Bartolomeo)
Giobbe è un dipinto a olio su tavola (200x140 cm) di Fra Bartolomeo, databile al 1514-1516 circa e conservato nella Galleria dell'Accademia a Firenze.

## Storia
L'opera, che fa coppia con l'Isaia sempre dello stesso autore esposto nella stessa sala del museo, proviene dalla cappella Billi sotto l'organo grande nella basilica della Santissima Annunziata, dove facevano da scomparti laterali per la pala del Salvator Mundi con i quattro evangelisti (firmata e datata 1516), oggi nella Galleria Palatina. Si tratta di un'opera probabilmente dipinta subito dopo il rientro dal viaggio a Roma dell'artista, come dimostrano le meditazioni sulla volta della Cappella Sistina di Michelangelo e sull'opera di Raffaello.
Nel 1631 le tre tavole vennero acquistate dal cardinale Carlo de' Medici e poste nel Casino di San Marco; da lì il gran principe Ferdinando de' Medici fece trasferire la pala centrale nelle sue collezioni personali a Palazzo Pitti, mentre i due scomparti seguirono le sorti del resto del patrimonio mediceo, finendo nelle Regie Gallerie, poi Uffizi (catalogati nella Tribuna nel 1704 e nel 1851). Da qui vennero destinate alla Galleria dell'Accademia con il riordino delle collezioni fiorentine nel 1954.
Esistono disegni preparatori dei due profeti al Gabinetto dei Disegni e delle Stampe di Firenze e al Museo Boymans van Beuningen di Rotterdam.

## Descrizione e stile
La figura di Giobbe campeggia su uno scranno marmoreo molto semplice, con un rotolo aperto scenograficamente tra le mani, recante la scritta: IPSE ERIT SALVATOR MEVS. In basso sul gradino si legge il nome IOB.
Le proporzioni massicce, i colori brillanti e cangianti, la posa dinamicamente incurvata, sono tutte caratteristiche che rimandano agli esempi dei grandi maestri attivi a Roma nei primi decenni del XVI secolo, in particolare, come già detto, i sommi Michelangelo e Raffaello.